# Modello di compensazione
In fisica matematica, e soprattutto in biologia matematica, un sistema dinamico definito dall'equazione differenziale
{\displaystyle {\frac {\mathrm {d} x}{\mathrm {d} t}}=xr(x)}
dove {\displaystyle r(x)} è il tasso di crescita pro-capite, si dice modello di compensazione se sono verificate le seguenti proprietà:
- {\displaystyle \left.{\frac {\mathrm {d} x}{\mathrm {d} t}}\right|_{x=0}=0}
- in un intorno di {\displaystyle 0} il tasso di crescita {\displaystyle {\frac {\mathrm {d} x}{\mathrm {d} t}}} cresce
- da un certo punto in poi il tasso di crescita diminuisce.

Formalmente, tali condizioni si traducono in:
- {\displaystyle r(x)\geq 0\qquad \forall \quad 0\leq x\leq K}
- {\displaystyle r'(x)\geq 0\qquad \forall \quad 0\leq x\leq K^{*}\qquad } dove {\displaystyle K^{*}<K}
- {\displaystyle r'(x)\leq 0\qquad \forall \quad K^{*}\leq x\leq K}
- {\displaystyle r''(x)\leq 0\qquad \forall \quad 0\leq x\leq K}

## Significato biologico
Nel caso di sistemi biologici, ossia se {\displaystyle x} rappresenta una popolazione, il modello di compensazione è caratterizzato da un alto aumento di tasso di crescita pro-capite per popolazione bassa, fino a un assestamento superato un certo valore di individui.
Un esempio è quello di popolazioni che, in assenza di competizione (ovvero quando vi sono solo pochi individui), si riproducono con tassi simili al modello di Malthus, e in seguito diminuiscono la velocità di riproduzione fino a raggiungere un tasso nullo quando la popolazione raggiunge un punto d'equilibrio stabile (ad esempio quello pari alla carrying capacity nell'equazione logistica).